# Gleb Malʹcev
Gleb Georgïyevïç Malʹcev (in kazako Глеб Георгиевич Мальцев?, in russo Глеб Георгиевич Мальцев?, Gleb Georgievič Mal'cev; Pavlodar, 7 marzo 1988) è un ex calciatore kazako, di ruolo attaccante.